# Киевский (Волгоградская область)
Киевский — хутор в Даниловском районе Волгоградской области, в составе Профсоюзнинского сельского поселения.
Население — 2 (2010)

## История
Основан в начале XX века украинскими переселенцами из Киевской Губернии. Хутор относился к Усть-Медведицкому округу Области Войска Донского. Согласно алфавитному списку населённых мест Области Войска Донского 1915 года земельный надел хутор составлял 500 десятин, проживали 61 мужчина и 57 женщин. Хутор обслуживало Секачёвское почтовое отделение.
С 1928 года — в составе Даниловского района Камышинского округа (округ упразднён в 1930 году) Нижне-Волжского края (с 1934 года — Сталинградского края). В 1935 году передан в состав Вязовского района края (с 1936 года — Сталинградской области, с 1954 по 1957 годы района входил в состав Балашовской области). Хутор являлся центром Киевского сельсовета. В 1953 году Булгуринский и Киевский сельсоветы были объединены в один Булгуринский сельсовет, центр — хутор Булгурино. Впоследствии хутор был включён в состав Профсоюзнинского сельсовета. Решением Волгоградского облисполкома от 07 февраля 1963 года № 3/55 Вязовский район был упразднён, его территория включена в состав Еланского района.
Решением Волгоградского облисполкома от 26 февраля 1964 года № 7/94 в результате разукрупнения Еланского района часть его территории: Белопрудский и Профсоюзненский сельские Советы — были переданы в состав Руднянского района. В 1966 году Профсоюзный сельсовет, в том числе хутор Киевский, передан в состав Даниловского района.

## Общая физико-географическая характеристика
Хутор расположен в степи, на северо-западе Даниловского района, при балке Средней (бассейн реки Чёрной), на высоте около 170 метров над уровнем моря. Рельеф местности — холмисто-равнинный. Почвы — чернозёмы обыкновенные.
По автомобильным дорогам расстояние до административного центра сельского поселения посёлка Профсоюзник — 9,4 км, до хутора Секачи — 11 км, до районного центра рабочего посёлка Даниловка — 40 км, до областного центра города Волгоград — 260 км.
Часовой пояс
Киевский, как и вся Волгоградская область, находится в часовой зоне МСК (московское время). Смещение применяемого времени относительно UTC составляет +3:00.

## Население
Динамика численности населения по годам:
| 1915 | 1987 | 2002 | 2010 |
| ---- | ---- | ---- | ---- |
| 118  | ≈180 | 11   | 2    |